# Colostygia lineolata
Colostygia lineolata là một loài bướm đêm trong họ Geometridae.